# Парахин, Юрий Николаевич
Юрий Николаевич Парахин (род. 24 июля 1977, Орёл, Орловская область, СССР) —  российский государственный деятель, мэр города Орла со 2 ноября 2020 года. 

## Биография
Юрий Парахин родился 24 июля 1977 года в Орле.
В 1994 году он окончил Тверское суворовское военное училище, а в 1998 году — Ярославское высшее военное финансовое училище имени генерала армии А. В. Хрулёва по специальности экономиста.
Имеет второе высшее образование. В 2003 году в Орловской региональной академии государственной службы получил специальность юриста. В том же году защитил кандидатскую диссертацию, а 16 декабря 2011 года защитил докторскую диссертацию в сфере экономических наук.
Юрий Парахин начал трудовую деятельность в 1998 году. Получил опыт работы в банковских организациях Москвы и Орла на различных должностях.
В 1999—2004 годах — сотрудник главного управления Центрального банка по Орловской области.
В 2004—2009 годах занимал руководящие должности на орловских предприятиях, осуществлявших деятельность в области строительства жилья, дорог, объектов инфраструктуры.
В 2009 году был назначен на должность заместителя председателя Правительства Орловской области и курировал блок финансово-экономического развития.
С октября 2016 года являлся главой Орловского района Орловской области.
27 октября 2020 года избран мэром города Орла. В должность вступил 2 ноября 2020 года.
С мая 2021 года стало известно, что членство Парахина в партии «Единая Россия» приостановлено в связи с возбуждением уголовного дела по статьям о халатности и злоупотреблении должностными полномочиями. По решению суда и следствия дело закрыто в связи с отсутствием состава преступления. Членство Юрия Парахина в «Единой России» восстановлено.  

## Награды
- Благодарственное письмо Президента Российской Федерации (Москва, 07.05.2018).
- Нагрудный знак «80 лет освобождения Гомельской области от немецко-фашистских захватчиков» (Гомель, 03.07.2024)[7].